# Bilon

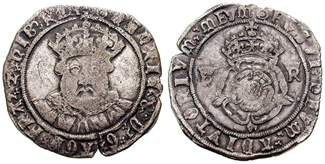
Monedă de bilon, emisă sub Henric al VIII-lea al Angliei

Bilonul este un aliaj de cupru cu foarte puțin argint, rar aur, uneori chiar și staniu, plumb și zinc. O mare cantitate de monede de bilon au fost bătute în Imperiul Roman (de exemplu, antoninienii din secolul al III-lea d. Hr.). Sub aceeași denumire, de bilon, este cunoscut și aliajul de plumb cu argint folosit pentru unele monede bizantine din secolele al XI-lea - al XII-lea d. Hr.

## Date generale

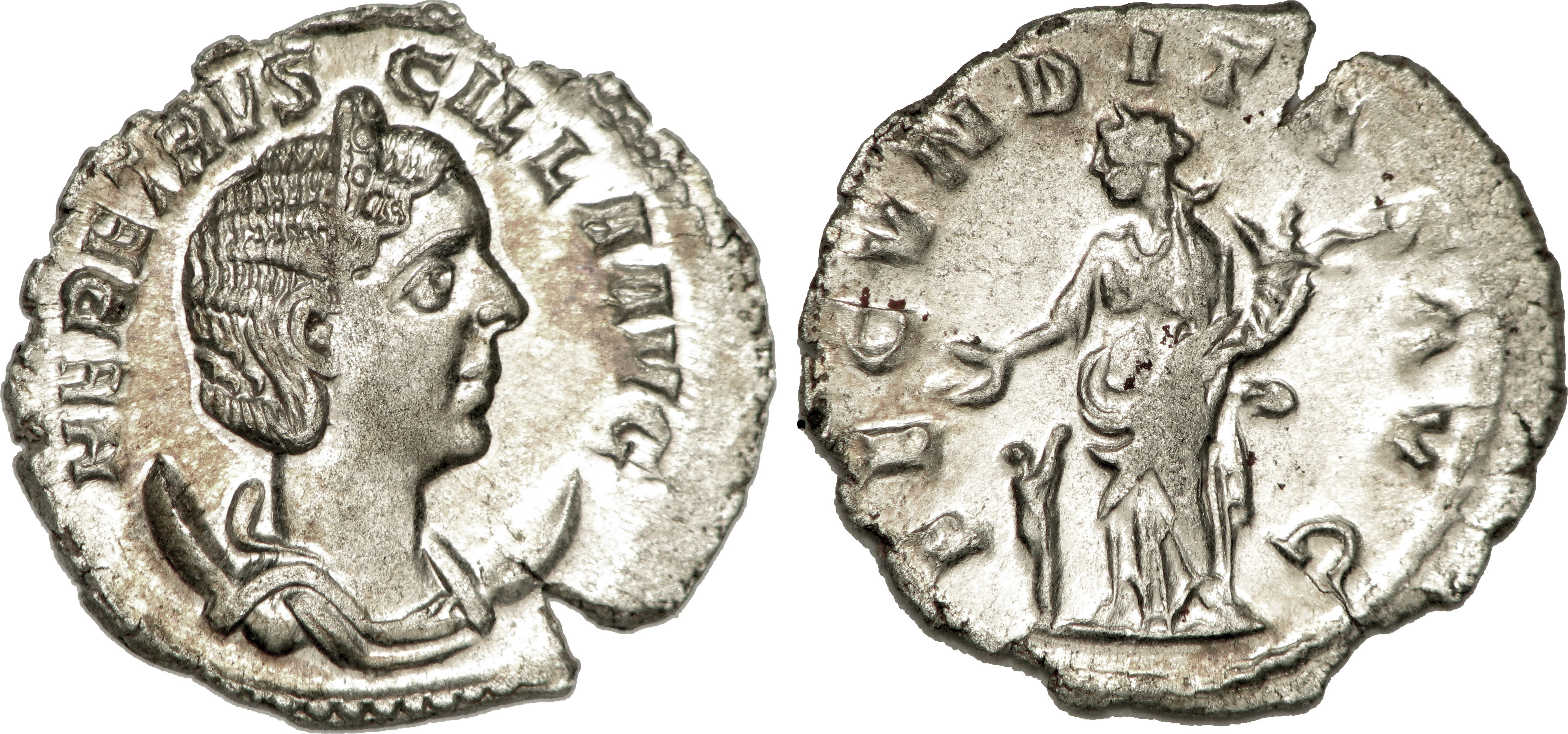
Împărăteasa Herennia Etruscilla, pe un antoninianus de bilon

Contrar monedei de aur și de argint, era vorba despre o mică monedă care circula în mâinile foarte multor persoane și a cărei valoare intrinsecă nu atingea valoarea nominală. Se distingeau bilonul bun sau bilonul alb, care conținea circa 50% argint și păstra o culoare albă (probabil datorită unui adaos de plumb) și bilonul slab sau bilonul negru, care nu conținea mai mult de 25% argint.
Utilizarea de proporții mai mari de argint a avut loc în Grecia antică. De exemplu, în secolul al VI-lea î.Hr., în insula Lesbos s-au emis monede din bilon având 60% cupru și 40% argint. În Evul Mediu, conținutul de argint a mers în jos, până la doar 25% sau chiar 20%. 
În perioadele de inflație, cum ar fi secolul al III-lea î.Hr., la Roma și în jurul anului 1620, în Imperiul Habsburgic, monedele de argint, din cauza reducerii graduale și constante a conținutului de argint din monede, au sfârșit prin a fi compuse din bilon. 
Unele monede au fost bătute din bilon de la bun început. De exemplu, este cazul monedelor de 5, 10 și 20 Rappen, emise, în Elveția, între anii 1850 și 1877, care au fost din bilon. 
Bilonul a fost folosit în principal pentru a face monede și medalii în vremuri cu deficit de metale prețioase și la devalorizarea monedei. În prezent, este folosit mai ales pentru baterea de monede, medalii și jetoane. Bilonul poate conține și alte metale, ca de exemplu, staniul și zincul.

## Etimologie
Termenul românesc bilon este preluat din termenul francez billon. Acest termen francez, billon, are două accepțiuni, dintre care interesează, aici, sensul de „monedă de cupru amestecat sau nu cu argint”, „monedă divizionară”, Acest termen francez, billon este un derivat al cuvântului bille, probabil cuvânt de origine celtică. În secolul al XVI-lea billon avea sensul de „lingou de argint”, iar în secolul al XVIII-lea sensul de „bilă”, „bulgăr”, „lingou”. Cu timpul, cuvântul billon a primit sensul de „monedă alterată (prin aliaj)”, iar apoi, „monedă de bronz”. De aici, a derivat termenul de billonnage „alterarea monedelor”. O posibilă etimologie a cuvântului bilon o poate constitui și termenul latinesc medieval billo, cu sensul de „monedă de cupru”, „mijloc de plată”.